# Pitó (artista)
Pitó (en llatí Python, en grec antic Πύθων) fou un artista grec autor de diverses obres, cílix i gerros pintats, de figures vermelles.
Un cílix amb un bon estil artístic es va trobar a Vulci amb la inscripció ΠΥΘΟΝ ΕΠΟΙΕΣΕΝ i amb el nom d'Epictet com el pintor. També es va trobar un got a Lucània amb la inscripció ΠΥΘΩΝ ΕΓΡΑΦΕ, de menys qualitat. De l'estudi de les troballes es dedueix que Pitó feia els gots, però a diferència del que era habitual, no els decorava. Probablement la fabricació dels gots i la seva decoració es van fer en períodes diferents. Duris va ser un altre pintor que va col·laborar amb ell.